# ماثيو إليوت
ماثيو إليوت (بالإنجليزية: Matthew Elliott)‏ (28 سبتمبر 1971 في أستراليا - ) هو لاعب كريكت أسترالي. شارك مع منتخب أستراليا الوطني للكريكت. أما مع النوادي، فقد لعب مع فريق فكتوريا للكريكت وفريق جنوب أستراليا للكريكت ‏ ونادي مقاطعة غلاموركن للكريكت ‏ ونادي مقاطعة يوركشاير للكريكت ‏.

## وصلات خارجية
- ماثيو إليوت على موقع إي آس بي آن كريك إنفو (الإنجليزية)